# Tour de Baumburg
La tour de Baumburg (Baumburger Turm) est une tour médiévale située à Ratisbonne en Bavière. Elle est située au 4 rue Am Watmarkt dans la vieille ville. C'est l'une des tours de familles patriciennes que celles-ci élevaient au Moyen Âge comme symbole de leur puissance dans différentes villes d'Europe occidentale et en Bavière ; elles sont au nombre de vingt à Ratisbonne. Celle-ci est l'une des mieux préservées et elle constitue un lieu touristique de la ville.

## Histoire et description
Cette tour de 28 mètres de hauteur comprend sept étages et un toit crénelé. Elle a été érigée à la fin du XIIIe siècle par la famille Ingolstetter, l'une des familles patriciennes les plus fortunées de Ratisbonne. La salle du rez-de-chaussée, autrefois pourvue d'une voûte à deux travées, servait de chapelle de maison. L'extension de style gothique tardif d'une aile résidentielle a été bâtie vers la Kramgasse au XVe siècle. 
Au premier étage, il y a une loggia en arc en plein cintre avec parapet et un mur arrière en retrait percé de trois fenêtres. Cette loggia formant une sorte de balcon a ensuite été fermée pour des raisons climatiques. Au XVIe siècle, la loggia a même été complètement murée et remplacée par une fenêtre normale, semblable à la fenêtre gothique au-dessus de celle-ci. Ce n'est qu'en 1914 que la loggia en plein cintre et les groupes de fenêtres sont à nouveau exposés lors des travaux de construction.
Les étages supérieurs sont joliment structurés par différents groupes de fenêtres gothiques. En raison du terrain légèrement en pente, la façade Nord de la tour, face à la Goliathstraße, est très impressionnante pour le spectateur. Les trois autres façades de la tour sont également conçues de manière similaire, mais ne sont pas visibles depuis la rue Goliath. La cour au sud de la tour, qui ne peut être vue de la rue, a des arcades Renaissance.
De 1762 jusqu'aux années 1960, un atelier de ferblanterie se trouvait au bas de la tour. Après 1968, d'importants travaux de rénovation ont commencé dans le but de rendre la tour habitable. Au tournant du XXe siècle, la maison abritait la famille du poète Georg Britting.

## Source de la traduction
- (de) Cet article est partiellement ou en totalité issu de l’article de Wikipédia en allemand intitulé « Bamburger Turm » (voir la liste des auteurs).